# Lipoglicopéptido

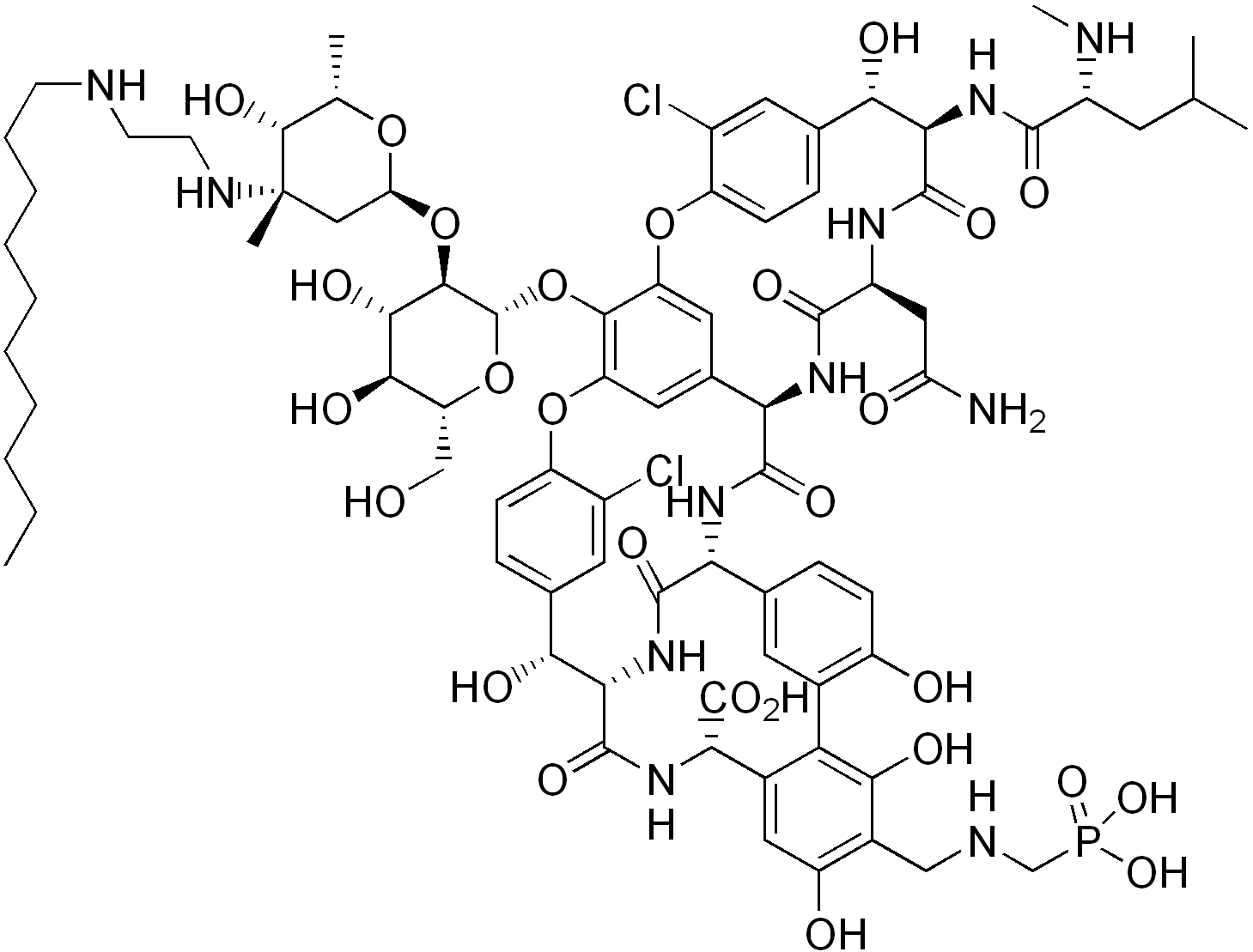
Estructura química de la telavancina

Los lipoglicopéptidos son una clase de antibióticos que tienen cadenas lipofílicas unidas al glicopéptido principal. Dentro de esta familia se incluyen la oritavancina, telavancina y dalbavancina.
. En el marco de la creación de nuevo antibióticos para combatir los gérmenes multiresistentes, en septiembre del 2009 la FDA aprobó la telavancina (Vibativ) para infecciones de piel y partes blandas. El 23 de mayo del 2014  la FDA aprobó la dalbavancina (Dalvance) y el 6 de agosto del 2014 la oritavancina (Orbactiv)

## Espectro de actividad
Estas droga fueron diseñadas para actuar sobre bacterias gram positivo, principalmente para combatir la resistencia emergente del Staphylococcus aureus y Enterococcus. También presentan actividad en contra de anaerobios, siendo la telavancina la más potente en contra del Clostridium spp.